# I Don’t Want to Miss a Thing
«I Don’t Want to Miss a Thing» (с англ. — «Не хочу пропустить ни мгновения») — рок-баллада , исполненная американской группой Aerosmith для фильма «Армагеддон», в котором снялась дочь вокалиста Стивена Тайлера, Лив Тайлер.
Песня была написана Дайан Уоррен, которая изначально предполагала, что её исполнит Селин Дион. Она дебютировала под номером 1 в американском чарте Billboard Hot 100. Песня оставалась на 1-м месте в течение четырёх недель, с 5 по 26 сентября 1998 года. Она также достигла пика на 1-м месте в нескольких других странах, включая Австралию, Ирландию и Норвегию. В Великобритании она разошлась тиражом более миллиона экземпляров и заняла 4-е место в UK Singles Chart.
Песня была записана американским кантри-певцом Марком Чеснаттом для его одноимённого альбома. В начале 1999 года его версия вошла в двадцатку лучших хитов Billboard Hot 100, а также возглавила чарты Billboard Hot Country Songs.

## История создания
В 1997 году Дайан Уоррен увидела, как Барбара Уолтерс брала интервью у Джеймса Бролина и Барбры Стрейзанд. Бролин сказал, что скучает по Стрейзанд даже во сне, Уоррен тем временем записала его фразу I don’t want to miss a thing ещё до того, как появилась песня.
Это была одна из многих песен, написанных Уоррен в тот период. Оригинальная версия являлась совместной работой чикагского музыканта Фила Коша из Treaty of Paris и Super Happy Fun Club, а также племянника автора хит-парадов, Лу Бега. Бега представил их друг другу, и они написали начальный трек.
Когда я впервые услышал композицию, — вспоминал барабанщик Джоуи Крамер, — это было просто демо с фортепиано и вокалом. Трудно было представить, какой штрих Aerosmith наложит на него и сделает нашим собственным… Как только мы начали играть песню с группой, она мгновенно стала фирменной песней Aerosmith.

## Критика
Ларри Флик из Billboard писал:
Если вы являетесь поклонником Aerosmith, то вас ждет настоящее удовольствие. Эта мелодия из саундтрека к «Армагеддону» показывает, как рок-группа с радостью готова поддаться романтике Дайан Уоррен, но с соответствующей примесью гитарной мелодрамы.
Таблоид Daily Record назвал песню эпической балладой, в которой Стив Тайлер изображает Брайана Адамса.

## Видеоклип
Клип на эту песню был снят в Оружейной палате Миннеаполиса режиссёром Фрэнсисом Лоуренсом. В нём группа исполняет песню вперемешку со сценами из фильма «Армагеддон». В нём фигурирует дочь Стивена Тайлера, Лив, которая играет в фильме Грейс Стэмпер. Стивен Тайлер повредил колено за день до съемок, поэтому в клипе использовали много сцен крупным планом из-за его ограниченного движения.
Видеоклип стал очень успешным и внес большой вклад в успех песни. Он стал вторым по популярности клипом 1998 года, уступив только песне «The Boy Is Mine». Он также получил награды MTV Video Music Award за лучшее видео из фильма и Boston Music Awards за лучшее видео.

## Коммерческий успех
Песня стала самым крупным хитом группы Aerosmith, дебютировав на 1-м месте в американском Billboard Hot 100, где она оставалась в течение четырёх недель в сентябре, и достигла 1-го места во всем мире, включая Австралию, Германию, Грецию, Ирландию, Австрию, Норвегию, Италию, Нидерланды и Швейцарию. Песня помогла познакомить новое поколение с группой Aerosmith и остается любимой композицией для медленного танца.
Песня была номинирована как на премию Оскар за лучшую оригинальную песню, так и на премию Золотая малина за худшую оригинальную песню.
В 2015 году боксер Тайсон Фьюри спел песню после победы над чемпионом в супертяжелом весе, Владимиром Кличко в Дюссельдорфе, Германия. Затем Фьюри снова спел эту песню после победы над Томом Шварцем в 2019 году в Лас-Вегасе.

## Трек-лист
CD single
1. «I Don’t Want to Miss a Thing» — 4:57
2. «I Don’t Want to Miss a Thing» (Rock Mix) — 4:30
3. «Taste of India» (Rock Remix) — 5:52
4. «Animal Crackers» — 2:35

The song appeared on the Argentine version and a European re-released version of the album Nine Lives. It also appeared on the Japanese version of Just Push Play.
CD single 2
1. «I Don’t Want to Miss a Thing» (Pop Mix) — 5:03
2. «Pink» (live) — 3:48
3. «Crash» — 4:30

«Crash» and the original «Pink» appeared as tracks 9 and 11, respectively, on all versions of Nine Lives.
CD single 3
1. «I Don’t Want to Miss a Thing» — 4:57
2. «I Don’t Want to Miss a Thing» (Rock Mix) — 4:30
3. «Crash» — 4:30
4. «Animal Crackers» — 2:35

## Чарты
| Чарт (1998)                         | Высшая позиция |
| ----------------------------------- | -------------- |
| Австралия (ARIA)                    | 1              |
| Австрия (Ö3 Austria Top 40)         | 1              |
| Бельгия/Фландрия (Ultratop 50)      | 3              |
| Бельгия/Валлония (Ultratop 50)      | 4              |
| Канада (RPM Top Singles)            | 2              |
| Канада (RPM Adult Contemporary)     | 6              |
| Denmark (IFPI)                      | 8              |
| Europe (European Hot 100 Singles)   | 1              |
| Финляндия (Suomen virallinen lista) | 3              |
| Франция (SNEP)                      | 8              |
| Германия (GfK)                      | 1              |
| Greece (IFPI)                       | 1              |
| Iceland (Íslenski Listinn Topp 40)  | 1              |
| Ирландия (IRMA)                     | 1              |
| Italy (Musica e dischi)             | 1              |
| Нидерланды (Dutch Top 40)           | 3              |
| Нидерланды (Single Top 100)         | 3              |
| Норвегия (VG-lista)                 | 1              |
| Шотландия (OCC Scotland)            | 3              |
| Spain (AFYVE)                       | 4              |
| Швеция (Sverigetopplistan)          | 2              |
| Швейцария (Schweizer Hitparade)     | 1              |
| Великобритания (OCC UK Singles)     | 4              |
| США (Billboard Hot 100)             | 1              |
| США (Billboard Adult Contemporary)  | 13             |
| США (Billboard Adult Pop Airplay)   | 2              |
| США (Billboard Hot Latin Songs)     | 14             |
| США (Billboard Mainstream Rock)     | 4              |
| США (Billboard Pop Airplay)         | 1              |
| США (Billboard Rhythmic)            | 25             |

| Chart (2012)                     | Peak position |
| -------------------------------- | ------------- |
| Япония (Billboard Japan Hot 100) | 96            |

| Чарт (1998)                          | Позиция |
| ------------------------------------ | ------- |
| Australia (ARIA)                     | 4       |
| Austria (Ö3 Austria Top 40)          | 6       |
| Belgium (Ultratop 50 Flanders)       | 13      |
| Belgium (Ultratop 50 Wallonia)       | 27      |
| Canada Top Singles (RPM)             | 19      |
| Canada Adult Contemporary (RPM)      | 27      |
| Europe (European Hot 100 Singles)    | 3       |
| France (SNEP)                        | 58      |
| Germany (Official German Charts)     | 14      |
| Iceland (Íslenski Listinn Topp 40)   | 1       |
| Netherlands (Dutch Top 40)           | 18      |
| Netherlands (Single Top 100)         | 23      |
| Sweden (Sverigetopplistan)           | 4       |
| Switzerland (Schweizer Hitparade)    | 5       |
| UK Singles (Official Charts Company) | 17      |
| US Billboard Hot 100                 | 23      |

| Чарт (2007)                          | Позиция |
| ------------------------------------ | ------- |
| UK Singles (Official Charts Company) | 164     |

| Чарт (2008)                          | Позиция |
| ------------------------------------ | ------- |
| UK Singles (Official Charts Company) | 163     |

| Чарт (1990—1999)     | Позиция |
| -------------------- | ------- |
| US Billboard Hot 100 | 73      |

## Сертификации
| Регион | Сертификация  | Продажи    |
| --- | ------------- | ---------- |
| Австралия (ARIA) | 2× Платиновый | 140 000^   |
| Австрия (IFPI Austria) | Золотой       | 25 000*    |
| Бельгия (BEA) | Платиновый    | 50 000*    |
| Дания (IFPI Danmark) | Платиновый    | 90 000     |
| Франция (SNEP) | Золотой       | 250 000*   |
| Германия (BVMI) | Платиновый    | 500 000^   |
| Италия (FIMI) | Платиновый    | 50 000     |
| Япония (RIAJ) | Платиновый    | 100 000^   |
| Нидерланды (NVPI) | Золотой       | 50 000^    |
| Норвегия (IFPI Norway) | Платиновый    |            |
| Швеция (GLF) | 2× Платиновый | 60 000^    |
| Швейцария (IFPI Switzerland) | Платиновый    | 50 000^    |
| Великобритания (BPI) | 3× Платиновый | 1 800 000  |
| США (RIAA) | Платиновый    | 1 000 000^ |
| * Данные о продажах приведены только на основе сертификации. · ^ Данные о тиражах приведены только на основе сертификации. · Данные о продажах + прослушиваниях приведены только на основе сертификации. |               |            |